# الكنيسة الصينية الأرثوذكسية

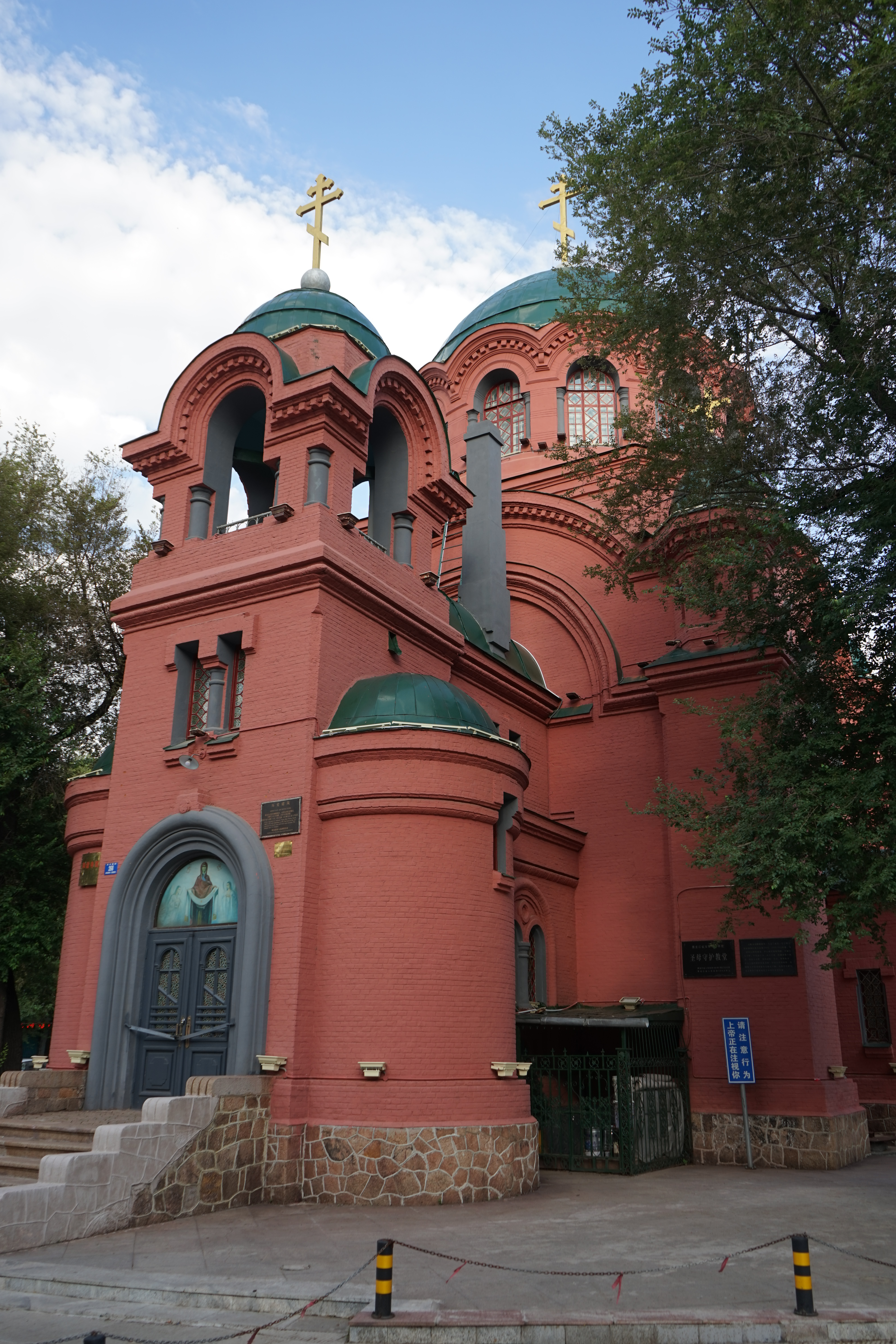
كنيسة الشفاعة في هاربن.

الكنيسة الصينية الأرثوذكسية (بالصينية المبسطة: 中华东正教会؛ بالصينية التقليدية: 中華東正教會)، هي كنيسة أرثوذكسية شرقية شبه مستقلة تابعة للكنيسة الروسية الأرثوذكسية تتمركز في الصين.

## لمحة تاريخية
وصلت المسيحية الأرثوذكسية إلى الصين عام 1685، وخلال المائة والخمسين عام التالية لم ينجذب الكثير من الصينيين لاعتناق هذا المذهب، حيث يعتقد أنه عام 1860 لم يكن عدد الأرثوذكس في بكين يتجاوز 200 فرد، بما فيهم المنحدرين من أصل روسي.
في النصف الثاني من القرن التاسع عشر قامت الكنيسة الأرثوذكسية بخطوات واسعة في مجال التبشير في الصين، حيث أرسلت للبلاد الكثير من رجال الدين والوعاظ الروس. تزامن ذلك مع ترجمة الكثير من الكتب الروحية والدينية المسيحية للغة الصينية.

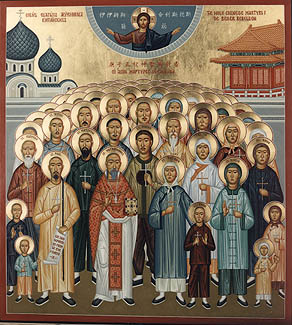
أيقونة الشهداء الأرثوذكس الذين قتلوا في الصين بسبب إيمانهم عام 1900

اندلعت في الصين بين عامي 1899 و1901 ما عرفت بثورة الملاكمين، وهي ثورة أطلق شرارتها غضب الصينيين من النفوذ الأجنبي الذي كان يتنامى في البلاد من جميع النواحي (التجارية، السياسية والدينية)، أدى ذلك إلى هجمات عنيفة شنها الثوار ضد أتباع الديانة المسيحية ولم يستثنى من ذلك الأرثوذكس. واليوم تحتفل الكنيسة الصينية الأرثوذكسية كل عام في شهر يونيو/حزيران بذكرى 222 أرثوذكسي قضوا في تلك الثورة بحد السيف وتعتبرهم من شهداءها، ولها إيقونة أرثوذكسية خاصة بذكراهم، وكان من بينهم قسيسا يدعى ميتروفان.
بعد انتهاء الثورة عام 1902 بقي للكنيسة الأرثوذكسية الصينية 32 كنيسة وستة آلاف فرد من أتباعها. وفي عام 1917 عقب بدء الثورة البلشفية هاجر الكثير من الروس –من سيبيريا خاصة- إلى الصين بينهم كهنة ورجال دين، ساهم ذلك بزيادة تفعيل العمل التبشيري. وفي عام 1939 وصل عدد الأرثوذكس في الصين ومنشوريا إلى 200.000 فرد يقودهم خمسة أساقفة.
في عام 1945 أصدرت الحكومة الصينية الشيوعية قرارًا يقضي بطرد جميع البعثات التبشيرية الأجنبية من البلاد، وشمل ذلك القرار الروس الأرثوذكس أيضًا. فعاد قسم كبير منهم إلى روسيا وهاجر قسم آخر للولايات المتحدة وكندا. وهكذا تقلص عدد الأرثوذكس في الصين ليصل إلى 20.000 أرثوذكسي نصفهم فقط من الصينيين يرعاهم أسقف واحد. في عام 1949 بلغ عدد الكنائس الأرثوذكسية 106 ولكن خلال الثورة الثقافية الصينية (1966-1976) دُمرت تقريبًا جميع الكنائس الأرثوذكسية في البلاد. وفي منتصف الثمانينات أُطلقت جهود إحياء الكنيسة الأرثوذكسية الصينية، فافتتحت كنيسة في هاربن وفي عام 1986 سُمح لعدد صغير من الصينيين والروس بالصلاة فيها.

## حاضر الكنيسة
تعترف السلطات الصينية بعدد محدد من الأديان في البلاد، كالبروتستانتية، الإسلام، الطاوية والبوذية، ولكنها ترفض الاعتراف بالأرثوذكسية والكاثوليكية. وهذا مايشكل عائق كبيرًا للأرثوذكس من ممارسة طقوس عبادتهم بحرية هذا فضلًا عن صعوبة التبشير بإيمانهم بين الصينيين. بينما يسمح لأتباع الكنيسة الأرثوذكسية الصينية في هونغ كونغ وتايوان مزاولة عباداتهم بحرية كبيرة. ويقوم عدد من الصينيين الأرثوذكس بالدراسة في معاهد لاهوتية في روسيا بغرض العودة لبلادهم لخدمة كنائسهم.

## وصلات خارجية
- الموقع الرسمي للكنيسة الصينية الأرثوذكسية